# Brachyscleroma glabrifacialis
Brachyscleroma glabrifacialis là một loài tò vò trong họ Ichneumonidae.